# Pseudogarypinus giganteus
Pseudogarypinus giganteus är en spindeldjursart som beskrevs av Clarence Clayton Hoff 1961. Pseudogarypinus giganteus ingår i släktet Pseudogarypinus och familjen Garypinidae. Inga underarter finns listade i Catalogue of Life.